# チゴジー・アグビム
チゴジー・アグビム（Chigozie Agbim、1984年11月28日 - ）は、ナイジェリアの元サッカー選手。元ナイジェリア代表。ポジションはゴールキーパー。

## 来歴
2012年にナイジェリア代表でデビュー。いずれも出場機会は無かったが、アフリカネイションズカップ2013、FIFAコンフェデレーションズカップ2013、2014 FIFAワールドカップのメンバーにも選ばれた。2015年までに通算17試合に出場した。

## 代表歴

### 出場大会
- ナイジェリア代表
  - 2014 FIFAワールドカップ

### 試合数
- 国際Aマッチ 17試合 0得点（2012年-2015年）[1]

| ナイジェリア代表 | 国際Aマッチ | 国際Aマッチ |
| 年               | 出場        | 得点        |
| ---------------- | ----------- | ----------- |
| 2012             | 5           | 0           |
| 2013             | 3           | 0           |
| 2014             | 7           | 0           |
| 2015             | 2           | 0           |
| 通算             | 17          | 0           |